# 16. etape af Giro d'Italia 2021
16. etape af Giro d'Italia 2021 er en 155 km lang bjergetape, som køres den 24. maj 2021 med start i Sacile og mål på Cortina d'Ampezzo. Dagen efter kommer løbets anden og sidste hviledag.

## Resultater

### Etaperesultat
| \| Etaperesultat \| Etaperesultat \| Etaperesultat \| Etaperesultat \| Etaperesultat \| \| Rytter \| Rytter \| Hold \| Tid \| \| \| ------------- \| ---------------- \| --------------------- \| ------------- \| ------------- \| \| 1. \| Egan Bernal \| Ineos Grenadiers \| 4t 22' 41" \| \| \| 2. \| Romain Bardet \| Team DSM \| + 27" \| \| \| 3. \| Damiano Caruso \| Bahrain Victorious \| + 27" \| \| \| 4. \| Giulio Ciccone \| Trek-Segafredo \| + 1' 18" \| \| \| 5. \| Hugh Carthy \| EF Education-Nippo \| + 1' 19" \| \| \| 6. \| João Almeida \| Deceuninck-Quick Step \| + 1' 21" \| \| \| 7. \| Aleksandr Vlasov \| Astana-Premier Tech \| + 2' 11" \| \| \| 8. \| Gorka Izagirre \| Astana-Premier Tech \| + 2' 31" \| \| \| 9. \| Davide Formolo \| UAE Team Emirates \| + 2' 33" \| \| \| 10. \| Tobias Foss \| Jumbo-Visma \| + 2' 33" \| \| |                  |                       |            |
| |                  |                       |            |
| Kilde: ProCyclingStats |                  |                       |            |
| Etaperesultat |                  |                       |            |
| Rytter | Rytter           | Hold                  | Tid        |
| 1. | Egan Bernal      | Ineos Grenadiers      | 4t 22' 41" |
| 2. | Romain Bardet    | Team DSM              | + 27"      |
| 3. | Damiano Caruso   | Bahrain Victorious    | + 27"      |
| 4. | Giulio Ciccone   | Trek-Segafredo        | + 1' 18"   |
| 5. | Hugh Carthy      | EF Education-Nippo    | + 1' 19"   |
| 6. | João Almeida     | Deceuninck-Quick Step | + 1' 21"   |
| 7. | Aleksandr Vlasov | Astana-Premier Tech   | + 2' 11"   |
| 8. | Gorka Izagirre   | Astana-Premier Tech   | + 2' 31"   |
| 9. | Davide Formolo   | UAE Team Emirates     | + 2' 33"   |
| 10. | Tobias Foss      | Jumbo-Visma           | + 2' 33"   |

### Klassement efter etapen
| \| Samlede stilling \| Samlede stilling \| Samlede stilling \| Samlede stilling \| Samlede stilling \| \| Rytter \| Rytter \| Hold \| Tid \| \| \| ---------------- \| ---------------- \| --------------------- \| ---------------- \| ---------------- \| \| 1. \| Egan Bernal \| Ineos Grenadiers \| 66t 36' 04" \| \| \| 2. \| Damiano Caruso \| Bahrain Victorious \| + 2' 24" \| \| \| 3. \| Hugh Carthy \| EF Education-Nippo \| + 3' 40" \| \| \| 4. \| Aleksandr Vlasov \| Astana-Premier Tech \| + 4' 18" \| \| \| 5. \| Simon Yates \| BikeExchange \| + 4' 20" \| \| \| 6. \| Giulio Ciccone \| Trek-Segafredo \| + 4' 31" \| \| \| 7. \| Romain Bardet \| Team DSM \| + 5' 02" \| \| \| 8. \| Daniel Martínez \| Ineos Grenadiers \| + 7' 17" \| \| \| 9. \| Tobias Foss \| Jumbo-Visma \| + 8' 20" \| \| \| 10. \| João Almeida \| Deceuninck-Quick Step \| + 10' 01" \| \| |                  |                       |             |
| |                  |                       |             |
| Kilde: ProCyclingStats |                  |                       |             |
| Samlede stilling |                  |                       |             |
| Rytter | Rytter           | Hold                  | Tid         |
| 1. | Egan Bernal      | Ineos Grenadiers      | 66t 36' 04" |
| 2. | Damiano Caruso   | Bahrain Victorious    | + 2' 24"    |
| 3. | Hugh Carthy      | EF Education-Nippo    | + 3' 40"    |
| 4. | Aleksandr Vlasov | Astana-Premier Tech   | + 4' 18"    |
| 5. | Simon Yates      | BikeExchange          | + 4' 20"    |
| 6. | Giulio Ciccone   | Trek-Segafredo        | + 4' 31"    |
| 7. | Romain Bardet    | Team DSM              | + 5' 02"    |
| 8. | Daniel Martínez  | Ineos Grenadiers      | + 7' 17"    |
| 9. | Tobias Foss      | Jumbo-Visma           | + 8' 20"    |
| 10. | João Almeida     | Deceuninck-Quick Step | + 10' 01"   |

| Pointkonkurrence | Pointkonkurrence  | Pointkonkurrence       | Pointkonkurrence | Pointkonkurrence |
| Rytter           | Rytter            | Hold                   | Point            |                  |
| ---------------- | ----------------- | ---------------------- | ---------------- | ---------------- |
| 1.               | Peter Sagan       | Bora-Hansgrohe         | 135 point        |                  |
| 2.               | Davide Cimolai    | Israel Start-Up Nation | 113 point        |                  |
| 3.               | Fernando Gaviria  | UAE Team Emirates      | 110 point        |                  |
| 4.               | Elia Viviani      | Cofidis                | 86 point         |                  |
| 5.               | Egan Bernal       | Ineos Grenadiers       | 55 point         |                  |
| 6.               | Dries De Bondt    | Alpecin-Fenix          | 51 point         |                  |
| 7.               | Edoardo Affini    | Jumbo-Visma            | 50 point         |                  |
| 8.               | Umberto Marengo   | Bardiani CSF Faizanè   | 45 point         |                  |
| 9.               | Matteo Moschetti  | Trek-Segafredo         | 44 point         |                  |
| 10.              | Francesco Gavazzi | Eolo-Kometa            | 42 point         |                  |

| Pointkonkurrence | Pointkonkurrence  | Pointkonkurrence       | Pointkonkurrence | Pointkonkurrence |
| Rytter           | Rytter            | Hold                   | Point            |                  |
| ---------------- | ----------------- | ---------------------- | ---------------- | ---------------- |
| 1.               | Peter Sagan       | Bora-Hansgrohe         | 135 point        |                  |
| 2.               | Davide Cimolai    | Israel Start-Up Nation | 113 point        |                  |
| 3.               | Fernando Gaviria  | UAE Team Emirates      | 110 point        |                  |
| 4.               | Elia Viviani      | Cofidis                | 86 point         |                  |
| 5.               | Egan Bernal       | Ineos Grenadiers       | 55 point         |                  |
| 6.               | Dries De Bondt    | Alpecin-Fenix          | 51 point         |                  |
| 7.               | Edoardo Affini    | Jumbo-Visma            | 50 point         |                  |
| 8.               | Umberto Marengo   | Bardiani CSF Faizanè   | 45 point         |                  |
| 9.               | Matteo Moschetti  | Trek-Segafredo         | 44 point         |                  |
| 10.              | Francesco Gavazzi | Eolo-Kometa            | 42 point         |                  |

| Bjergkonkurrence | Bjergkonkurrence  | Bjergkonkurrence       | Bjergkonkurrence | Bjergkonkurrence |
| Rytter           | Rytter            | Hold                   | Point            |                  |
| ---------------- | ----------------- | ---------------------- | ---------------- | ---------------- |
| 1.               | Geoffrey Bouchard | AG2R Citroën Team      | 136 point        |                  |
| 2.               | Egan Bernal       | Ineos Grenadiers       | 107 point        |                  |
| 3.               | Bauke Mollema     | Trek-Segafredo         | 53 point         |                  |
| 4.               | Lorenzo Fortunato | Eolo-Kometa            | 52 point         |                  |
| 5.               | Damiano Caruso    | Bahrain Victorious     | 35 point         |                  |
| 6.               | Giulio Ciccone    | Trek-Segafredo         | 34 point         |                  |
| 7.               | Dries De Bondt    | Alpecin-Fenix          | 30 point         |                  |
| 8.               | Jan Tratnik       | Bahrain Victorious     | 26 point         |                  |
| 9.               | Romain Bardet     | Team DSM               | 22 point         |                  |
| 10.              | Daniel Martin     | Israel Start-Up Nation | 21 point         |                  |

| Bjergkonkurrence | Bjergkonkurrence  | Bjergkonkurrence       | Bjergkonkurrence | Bjergkonkurrence |
| Rytter           | Rytter            | Hold                   | Point            |                  |
| ---------------- | ----------------- | ---------------------- | ---------------- | ---------------- |
| 1.               | Geoffrey Bouchard | AG2R Citroën Team      | 136 point        |                  |
| 2.               | Egan Bernal       | Ineos Grenadiers       | 107 point        |                  |
| 3.               | Bauke Mollema     | Trek-Segafredo         | 53 point         |                  |
| 4.               | Lorenzo Fortunato | Eolo-Kometa            | 52 point         |                  |
| 5.               | Damiano Caruso    | Bahrain Victorious     | 35 point         |                  |
| 6.               | Giulio Ciccone    | Trek-Segafredo         | 34 point         |                  |
| 7.               | Dries De Bondt    | Alpecin-Fenix          | 30 point         |                  |
| 8.               | Jan Tratnik       | Bahrain Victorious     | 26 point         |                  |
| 9.               | Romain Bardet     | Team DSM               | 22 point         |                  |
| 10.              | Daniel Martin     | Israel Start-Up Nation | 21 point         |                  |

| Ungdomskonkurrence | Ungdomskonkurrence | Ungdomskonkurrence    | Ungdomskonkurrence | Ungdomskonkurrence |
| Rytter             | Rytter             | Hold                  | Tid                |                    |
| ------------------ | ------------------ | --------------------- | ------------------ | ------------------ |
| 1.                 | Egan Bernal        | Ineos Grenadiers      | 66t 36' 04"        |                    |
| 2.                 | Aleksandr Vlasov   | Astana-Premier Tech   | + 4' 18"           |                    |
| 3.                 | Daniel Martínez    | Ineos Grenadiers      | + 7' 17"           |                    |
| 4.                 | Tobias Foss        | Jumbo-Visma           | + 8' 20"           |                    |
| 5.                 | João Almeida       | Deceuninck-Quick Step | + 10' 01"          |                    |
| 6.                 | Attila Valter      | Groupama-FDJ          | + 16' 23"          |                    |
| 7.                 | Remco Evenepoel    | Deceuninck-Quick Step | + 28' 07"          |                    |
| 8.                 | Lorenzo Fortunato  | Eolo-Kometa           | + 37' 07"          |                    |
| 9.                 | Alessandro Covi    | UAE Team Emirates     | + 1t 12' 05"       |                    |
| 10.                | Einer Rubio        | Movistar Team         | + 1t 16' 31"       |                    |

| Ungdomskonkurrence | Ungdomskonkurrence | Ungdomskonkurrence    | Ungdomskonkurrence | Ungdomskonkurrence |
| Rytter             | Rytter             | Hold                  | Tid                |                    |
| ------------------ | ------------------ | --------------------- | ------------------ | ------------------ |
| 1.                 | Egan Bernal        | Ineos Grenadiers      | 66t 36' 04"        |                    |
| 2.                 | Aleksandr Vlasov   | Astana-Premier Tech   | + 4' 18"           |                    |
| 3.                 | Daniel Martínez    | Ineos Grenadiers      | + 7' 17"           |                    |
| 4.                 | Tobias Foss        | Jumbo-Visma           | + 8' 20"           |                    |
| 5.                 | João Almeida       | Deceuninck-Quick Step | + 10' 01"          |                    |
| 6.                 | Attila Valter      | Groupama-FDJ          | + 16' 23"          |                    |
| 7.                 | Remco Evenepoel    | Deceuninck-Quick Step | + 28' 07"          |                    |
| 8.                 | Lorenzo Fortunato  | Eolo-Kometa           | + 37' 07"          |                    |
| 9.                 | Alessandro Covi    | UAE Team Emirates     | + 1t 12' 05"       |                    |
| 10.                | Einer Rubio        | Movistar Team         | + 1t 16' 31"       |                    |

| Holdkonkurrence | Holdkonkurrence       | Holdkonkurrence | Holdkonkurrence |
| Hold            | Hold                  | Tid             |                 |
| --------------- | --------------------- | --------------- | --------------- |
| 1.              | Trek-Segafredo        | 8' 30"          |                 |
| 2.              | Ineos Grenadiers      | + 6' 46"        |                 |
| 3.              | Team BikeExchange     | + 26' 12"       |                 |
| 4.              | Jumbo-Visma           | + 29' 06"       |                 |
| 5.              | Movistar Team         | + 42' 48"       |                 |
| 6.              | EF Education-Nippo    | + 46' 27"       |                 |
| 7.              | Team DSM              | + 52' 08"       |                 |
| 8.              | Astana-Premier Tech   | + 53' 20"       |                 |
| 9.              | Bahrain Victorious    | + 1t 03' 44"    |                 |
| 10.             | Deceuninck-Quick Step | + 1t 09' 43"    |                 |

| Holdkonkurrence | Holdkonkurrence       | Holdkonkurrence | Holdkonkurrence |
| Hold            | Hold                  | Tid             |                 |
| --------------- | --------------------- | --------------- | --------------- |
| 1.              | Trek-Segafredo        | 8' 30"          |                 |
| 2.              | Ineos Grenadiers      | + 6' 46"        |                 |
| 3.              | Team BikeExchange     | + 26' 12"       |                 |
| 4.              | Jumbo-Visma           | + 29' 06"       |                 |
| 5.              | Movistar Team         | + 42' 48"       |                 |
| 6.              | EF Education-Nippo    | + 46' 27"       |                 |
| 7.              | Team DSM              | + 52' 08"       |                 |
| 8.              | Astana-Premier Tech   | + 53' 20"       |                 |
| 9.              | Bahrain Victorious    | + 1t 03' 44"    |                 |
| 10.             | Deceuninck-Quick Step | + 1t 09' 43"    |                 |